# Sleaford Mods
Sleaford Mods — музыкальный дуэт, британский постпанк/хип-хоп-коллектив из Ноттингема. Проект основан вокалистом Джейсоном Уильямсоном (Jason Williamson) в 2007 году. В 2012 году к нему присоединился музыкант Эндрю Фёрн (Andrew Fearn). Дуэт выпустил несколько альбомов, получивших очень хорошие отзывы в музыкальной прессе.
В русскоязычных СМИ Sleaford Mods звучали, среди прочего, в радиопрограммах «Аэростат» и «аудио журнал „Stereobaza“»

## История
Джейсон Уильямсон родился в 1970 году в Грантеме, Линкольншир и вырос в Грантеме. На него повлияли разные субкультуры и музыканты, среди которых он называет модов, Guns N' Roses, рейв, блэк-метал и Wu-Tang Clan. Ранее пел в разных группах и до 2012 года регулярно выступал в одиночку.
Проект Sleaford Mods зародился когда друг Уильямсона предложил ему наложить свой вокал на семпл с альбома Рони Сайза. Сперва этот сольный проект назывался «That’s Shit, Try Harder». Название было изменено на «Sleaford Mods», с отсылкой к мелкому городу Слифорд в Линкольншире, недалеко от Грантема.
Кроме Уильямсона в проекте участвовал Саймон Парфремент (Simon Parfrement). Парфремент впоследствии передал создание музыки Эндрю Фёрну, но до сих пор играет важную роль в деятельности группы, в том числе как фотограф.
Эндрю Фёрн родился в 1971 году и вырос на ферме в Saxilby в Линкольншире. Уильямсон пригласил его в Sleaford Mods побывав на его концерте в The Chameleon Arts Cafe в Ноттингеме.

## Сотрудничество с другими музыкантами
Sleaford Mods записали песню «Ibiza» вместе с The Prodigy в конце 2014 года Эта песня была выпущена на альбоме The Prodigy «The Day Is My Enemy» весной 2015. Уильямсон появился так же в официальном клипе на эту песню вместе с The Prodigy. Впоследствии он несколько раз был приглашён исполнить её живьём с The Prodigy на концертах последних.
Совместная композиция Leftfield и Sleaford Mods «Head And Shoulders» была выпущена на альбоме Leftfield «Alternative Light Source», вышедшем 8 июня 2015 года.
22 октября 2022 вышла совместная работа Orbital & Sleaford Mods - Dirty Rat, в 2023 был опубликован клип на этот трек.

## Песни и музыка

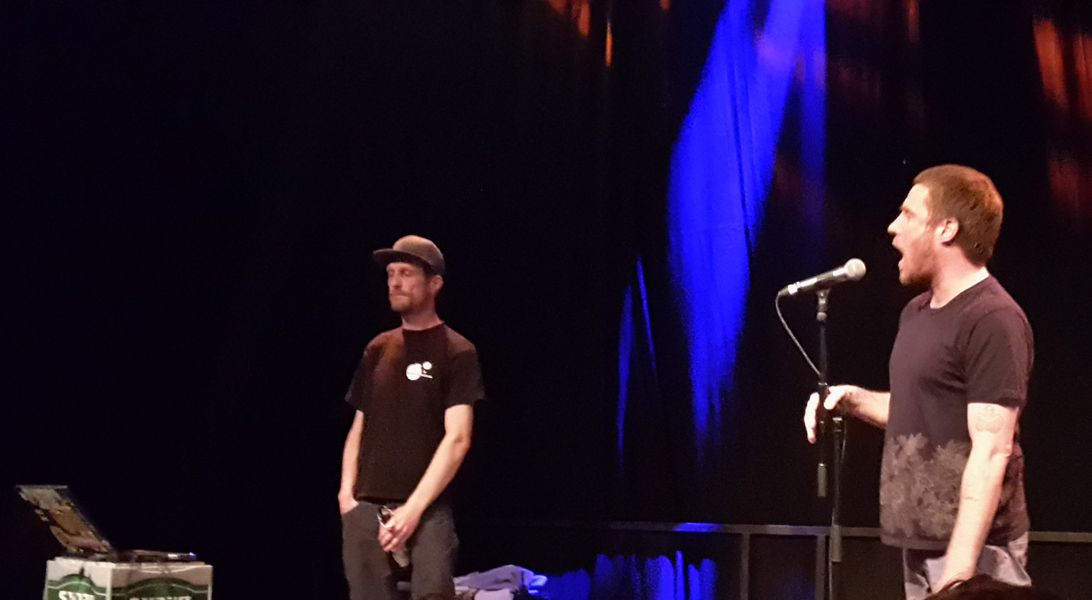
Концерт Sleaford Mods, 2015

Уильямсон — ответственный за слова, Фёрн — за музыку. Песни Sleaford Mods описываются как озлобленные тирады на социальные темы, такие как безработица, жизнь рабочего класса, критика современной Британии, жёсткой экономии, знаменитостей и поп-культуры, капитализма и общества в целом. Тексты обычно содержат ненормативную лексику.
Вокал Уильямсона на песнях Sleaford Mods — речитатив на ярко выраженном диалекте английского из региона Восточный Мидленд (англ. East Midlands English) с обилием сленга.

## Дискография

### Альбомы
- Sleaford Mods (2007, A52 Sounds)
- The Mekon (2007, A52 Sounds)
- The Originator (2009, A52 Sounds)
- S.P.E.C.T.R.E. (2011, Deadly Beefburger Records)
- Wank (2012, Deadly Beefburger Records)
- Austerity Dogs (2013, Harbinger Sound)
- Divide and Exit (2014, Harbinger Sound)
- Key Markets (2015, Harbinger Sound)
- English Tapas (2017, Rough Trade)
- Eton Alive (2019, Extreme Eating Records)
- Spare Ribs (2021, Rough Trade)
- UK GRIM (2023, Rough Trade)

### Синглы
- Kebab Spider (2019, Eton Alive)
- O.B.C.T. (2019, Eton Alive)
- Discourse (2019, Eton Alive)
- Mork n Mindy (2020, Spare Ribs)
- Dirty Rat (with Orbital) (2022, Optical Delusion)
- The Violent Economy (2023)

### EP
- Tiswas EP (2014, Invada)
- Fizzy EP (2014, A Records)
- T.C.R. EP (2016, Rough Trade)

### Сборники
- Chubbed Up — The Singles Collection, (2014, цифровой самиздат)
- Retweeted — 2006—2012, 2xLP (2014, Salon Alter Hammer)
- Chubbed Up +, CD (2014, Ipecac, официальный релиз раннее самоопубликованого сборника синглов с дополнительными треками)
- All That Glue (2020, Rough Trade Records)

### Концертные альбомы
- Live At SO36 (2016, цифровой формат,  CD)